# Mikoláivka (Izmaíl)
Mikoláivka (en ucraniano: Миколаївка) es un pueblo ucraniano perteneciente al óblast de Odesa. Situado en el suroeste del país, es parte del raión de Izmaíl y del municipio (hromada) de Kiliyá.

## Toponimia
El nombre del asentamiento en otros idiomas también es Nikolaevka (en ruso: Николаевка; en rumano: Niculești). 

## Geografía
Mikoláivka se encuentra donde el arroyo Vale Kozei desemboca en el río Nerushai.

## Demografía
La evolución de la población de Mikolaívka entre 1989 y 2001 fue la siguiente:
| 134                                                           | 89 |
| (Fuente: Cities & Towns of Ukraine y UKRAINE: Größere Städte) |    |

Según el censo de 2001, la lengua materna de la mayoría de los habitantes, el 53,93%, es el ucraniano; del 29,21% es el ruso; del 15,73%, el rumano; y del 1,12%, el búlgaro.